# Dismorphia eunoe eunoe
La mariposa mimética blanca Eunoe (Dismorphia eunoe subsp. eunoe) pertenece a la familia de las mariposas saltarinas Pieridae. En inglés Eunoe mimic-white.

## Descripción
La mancha del margen posterior de las alas anteriores es reducido y de color amarillo pálido. La banda amarilla de las alas posteriores es de amplitud menor a 4 mm y muy reducida en el área basal. Ventralmente las alas posteriores presentan cuatro manchas blancas discales formando la continuación de la banda infradiscal, Las manchas claras del jaspeado submarginal son abundantes y extendidas. Esto en las poblaciones provenientes de los declives costeros de las Sierras Madre Oriental y de Juárez. Para las poblaciones provenientes de las sierras de los Tuxtlas en Veracruz o del Macizo central de Chiapas. La mancha del margen posterior de las alas anteriores es amplia y de color amarillo limón en su mitad posterior, La banda amarillas de las alas posteriores es de gran amplitud alcanzando los 4 mm; ventralmente, las alas posteriores presentan cuatro manchas blancas o amarillas claras del jaspeado submarginal son reducidas o abundantes. Las hembras en las Alas anteriores las manchas subapicales están bien desarrolladas y casi fusionadas formando una pequeña banda; las manchas postmedianas son amplias y de color amarillo. Los márgenes externos de ambas alas son de color café canela.

## Distribución
Vertiente Atlántica de Veracruz a Oaxaca.  Oaxaca (Ixtlán de Juárez, La esperanza,); Veracruz (Córdoba, Fortín de Flores, Huatusco, Jalapa, Mirador, Orizaba, Potrerillo y Potrerillos).

## Hábitat
Tierra templada de la sierra madre Oriental (Veracruz). Es un mariposa que se distribuye localmente de los 1250 a los 1800 m s. n. m. en los bosques Mesófilos de Montaña y subtipos afines; en áreas de un clima muy húmedo. No se ha podido efectuar muchas observaciones de esta especie, lo cual no es muy abundante. Su mayor abundancia se registra entre los  1300 y 15500 m s. n. m.

## Estado de conservación
No está enlistada en la NOM-059 y tampoco evaluada en la UICN. Sin embargo, es una especie poco abundante, se conocen pocos registros en colecciones científicas.